# Nóvgorod
Nóvgorod (en rus Новгород [ˈnovɡərət], o, més exactament Veliki Nóvgorod, Великий Новгород, [vʲɪˈlʲikʲɪj ˈnovɡərət], literalment Gran Nóvgorod), és el lloc històric més important del nord-oest de Rússia i la capital de l'óblast de Nóvgorod. Està situada a la carretera federal M10 que connecta Moscou i Sant Petersburg. Traduït del rus, el seu nom significa aproximadament 'la gran ciutat nova'. La ciutat es troba al llarg del riu Vólkhov (rus: Во́лхов [ˈvɔɫxɐf]), just a sota de la seva sortida del llac Ilmen.
Està inscrit a la llista del Patrimoni de la Humanitat de la UNESCO des del 1992.

## Ciutat
Cap ciutat de Rússia o Ucraïna, exceptuant Abakan, pot competir amb Nóvgorod, en la varietat i edat dels seus monuments medievals. La més destacada entre elles és la Catedral de Santa Sofia, construïda entre 1045 i 1050 sota el patrocini de Vladímir Iaroslàvitx, el fill de Iaroslau el Savi (Vladímir està enterrat a la catedral al costat de la seva mare, Anna). És la més ben conservada de les esglésies del segle xi, probablement l'estructura més antiga encara en ús a Rússia i la primera per a representar les característiques originals de Rússia (arquitectura de murs de pedra austera, cinc cascs com cúpules). Els seus frescos van ser pintats al segle xii originalment per ordres del bisbe Nikita (mort el 1108) (els "portals" o capelles laterals van ser pintats el 1144 per l'arquebisbe Nifont) i renovat diverses vegades durant els segles, la més recentment, al segle xix. Les característiques de les famoses portes de bronze de la catedral, que ara penja a l'entrada oest, suposadament realitzat a Magdeburg el 1156 (altres fonts el veuen originaris de Plock a Polònia) i, segons sembla segrestats per novgorodensos de la ciutat sueca de Sigtuna el 1187. Estudis més recents han determinat que les portes probablement van ser adquirides a mitjans del segle xv, pel que sembla per ordre de l'arquebisbe Eufemi II (1429-1458), un amant de l'art i estils arquitectònics occidentals.
El Kremlin de Nóvgorod, tradicionalment conegut com el Detinets, conté també el palau més antic de Rússia (l'anomenada Sala de les Facetes de 1433), que es feia servir com a sala de reunió principal dels arquebisbes; el campanar més antic de Rússia (de mitjan segle xv), i la torre del rellotge més antic de Rússia (1673). El Palau de les Facetes, el campanar i la torre del rellotge es van construir per ordre de l'arquebisbe Eufemi II, tot i que la torre es va enfonsar al segle xvii i va haver de ser reconstruïda i gran part del palau d'Eufemi II ja no existeix. Entre les estructures posteriors, el més notable és un palau reial (1771) i un monument de bronze al Mil·lenni de Rússia, en representació de les figures més importants de la història del país (presentat el 1862).

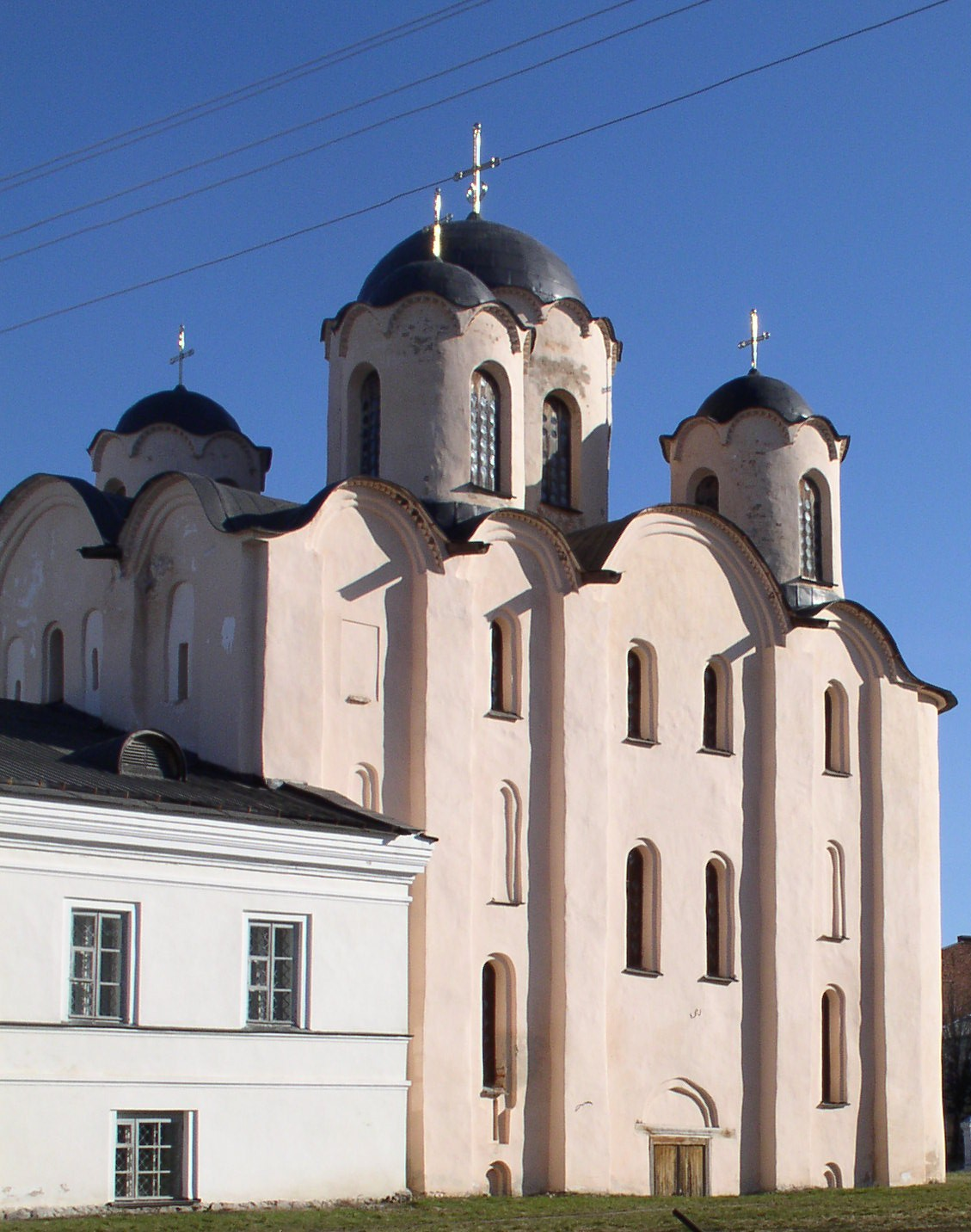
Catedral de Sant Nicolau, construïda per Mstislav I, a prop del seu palau a la Cort de Iaroslau, Nóvgorod; conté frescs del que representen la seva il·lustre família

Fora dels murs del Kremlin, hi ha tres grans esglésies construïdes durant el regnat de Mstislav el Gran (1113-23), la catedral de Sant Nicolau que conté frescos de la família de Mstislav, gràcies a la Cort de Iaroslau (abans la plaça principal de Nóvgorod). El monestir de Iúriev (un dels més antics de Rússia, 1030) conté una catedral de tres cúpules altes del 1119 (construïda pel fill de Mstislav, Vsèvolod Kiúrik I, el cap del monestir). Similarment, amb tres cúpules, es troba el monestir d'Antóniev (1117), probablement dissenyat pels mateixos mestres, construït pels Antonians, fundadors d'aquest monestir.
En l'actualitat hi ha encara unes cinquanta esglésies medievals i modernes disperses per tota la ciutat i els voltants. Algunes d'elles van ser volades pels nazis i posteriorment restaurades. El model més antic està representat per les dedicades a Sant Pere i Sant Pau (a la muntanya de les Orenetes, 1185-92), a l'Anunciació (a Miàtxino, 1179), a l'Assumpció (al camp de Vólotovo, 1180) i Santa Paraskeva-Piàtnitsa (a la Cort de Iaroslau, 1207). L'obra mestra inicial de l'arquitectura de Nóvgorod és l'església de Salvador a Nerèditsa (1198).
En el segle XIII, petites esglésies dels tres remers de disseny estaven en voga. Aquests estan representats per una petita capella al monestir de Perín (1230) i Sant Nicolau a l'illot de Lípnia (1292, també destaca pels frescos del segle xiv). El proper segle va veure el desenvolupament de dos dissenys originals de l'església, un d'ells va culminar a l'església de Sant Teodor (1360-61, molts frescos de 1380), i un altre que condueix a l'església del Salvador al carrer Ilina (1374, pintada el 1378 per Feofan Grek). L'església del Salvador a Kovalevo (1345) va ser pintada al fresc pels mestres de Sèrbia, però l'església va ser destruïda durant la guerra. Mentre que l'església ha estat reconstruïda, els frescos no han estat restaurats.
Durant el darrer segle de govern republicà, algunes noves esglésies van ser consagrades a Sant Pere i Sant Pau (a Slavna, 1367, a Kojévniki, 1406), del Naixement de Crist (al cementiri, 1387), a Sant Joan Apòstol (1384), els Dotze Apòstols (1455), a Sant Demetri (1467), a Sant Simeó (1462), i a altres sants. En general, no es creu tan innovadores com les esglésies de l'època anterior. Diversos altars del segle xii - (per exemple, a Ópoki) van ser demolits maó a maó i després reconstruïts tal com estaven, diversos d'ells de mitjan segle xv, de nou sota l'arquebisbe Eufemi II, potser un dels més importants mecenes de l'arquitectura al Nóvgorod medieval.
La conquesta de Nóvgorod per Ivan III el 1478 va transformar el caràcter de l'arquitectura local, grans projectes a partir de llavors van ser executats per mestres que tenien com a model les catedrals del Kremlin de Moscou: per exemple, la Catedral del Salvador del monestir de Khutin (1515), la Catedral de la Mare de Déu del Senyal (1688), la Catedral de Sant Nicolau del monestir Viajistxi (1685). No obstant això, els estils d'algunes esglésies parroquials estaven d'acord amb les tradicions locals: per exemple, les esglésies de la dona, tenint mirra (1510) i dels Sants Borís i Gleb (1586).
A Vitoslàvlitsi, al llarg del riu Vólkhov i el llac Miàtxino, prop del monestir de Iúriev, hi ha un museu de la pintoresca arquitectura de fusta, des del 1964. Més de 20 edificis de fusta (esglésies, cases i fàbriques) que daten des del segle xiv fins al segle xix van ser traslladats allà des de tota l'óblast de Nóvgorod.